# Borgou

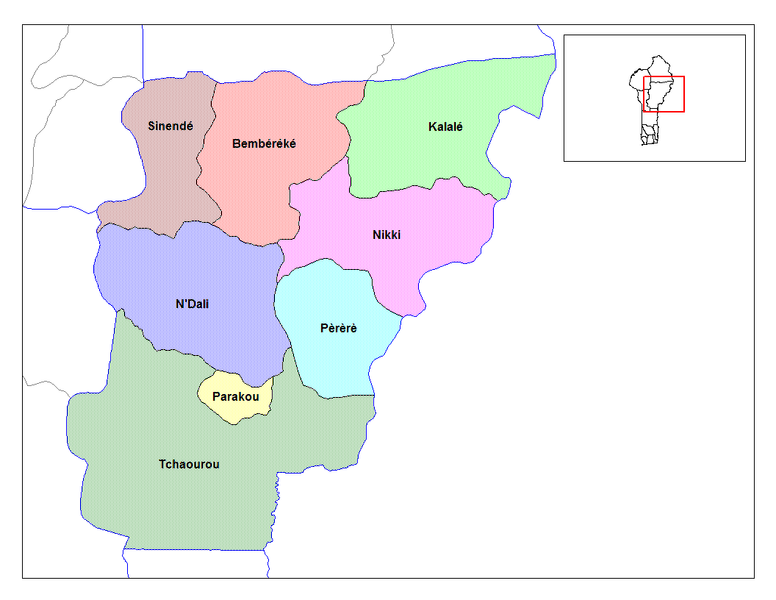
Các xã của Borgou

Borgou là một tỉnh của Bénin. Borgou giáp các bang Niger, Kwara của Nigeria và các tỉnh Alibori, Atakora, Collines, Donga. Tỉnh lỵ của tỉnh Borgou là Parakou. Tỉnh có tổng diện tích 25.310 km.²
Borgou được chia thành các xã (thị trấn): Bembèrèkè, Kalalé, Kandi, N’Dali, Nikki, Parakou, Pèrèrè, Sinendé, và Tchaourou.